# 耶律庶箴
耶律庶箴（やりつ しょしん、生年不詳 - 1082年）は、遼（契丹）の政治家。字は陳甫。兄は耶律庶成。

## 経歴
季父房の末裔。検校太師の耶律呉九の子として生まれた。文章を得意とした。重熙年間、本族将軍となった。咸雍元年（1065年）、同知東京留守事をつとめ、まもなく烏衍突厥部節度使に転じた。咸雍9年（1073年）、薊州知州となった。
咸雍10年（1074年）、都林牙に転じた。契丹の姓氏について上表して、創業いらい姓氏は耶律と蕭の2姓だけとなっているので、諸部にそれぞれ姓氏を立てさせるよう願い出た。道宗は旧制を変えることはできないとして、聞き入れなかった。
太康2年（1076年）、耶律乙辛が中京留守として出向すると、庶箴は耶律孟簡とともにこれを祝う上表をおこなった。ほどなくして耶律乙辛は枢密使に復帰して、専権をふるうようになった。庶箴はひそかに耶律乙辛に会って、「以前あなたにさからう上表をおこなったのは、庶箴の本意ではありませんでした」と泣いて言った。こうして庶箴は身の安全を買うことができたが、このことを聞いた人々は庶箴を軽蔑した。太康8年（1082年）、庶箴は致仕し、死去した。
子に耶律蒲魯があった。

## 伝記資料
- 『遼史』巻89 列伝第19